# Баласаз
Баласаз (каз. Баласаз) — село в Аксуском районе Жетысуской области Казахстана. Входит в состав Суыксайского сельского округа. Код КАТО — 193277400.

## Население
В 1999 году население села составляло 133 человека (76 мужчин и 57 женщин). По данным переписи 2009 года, в селе проживали 83 человека (42 мужчины и 41 женщина).